# Gabrielle Reece

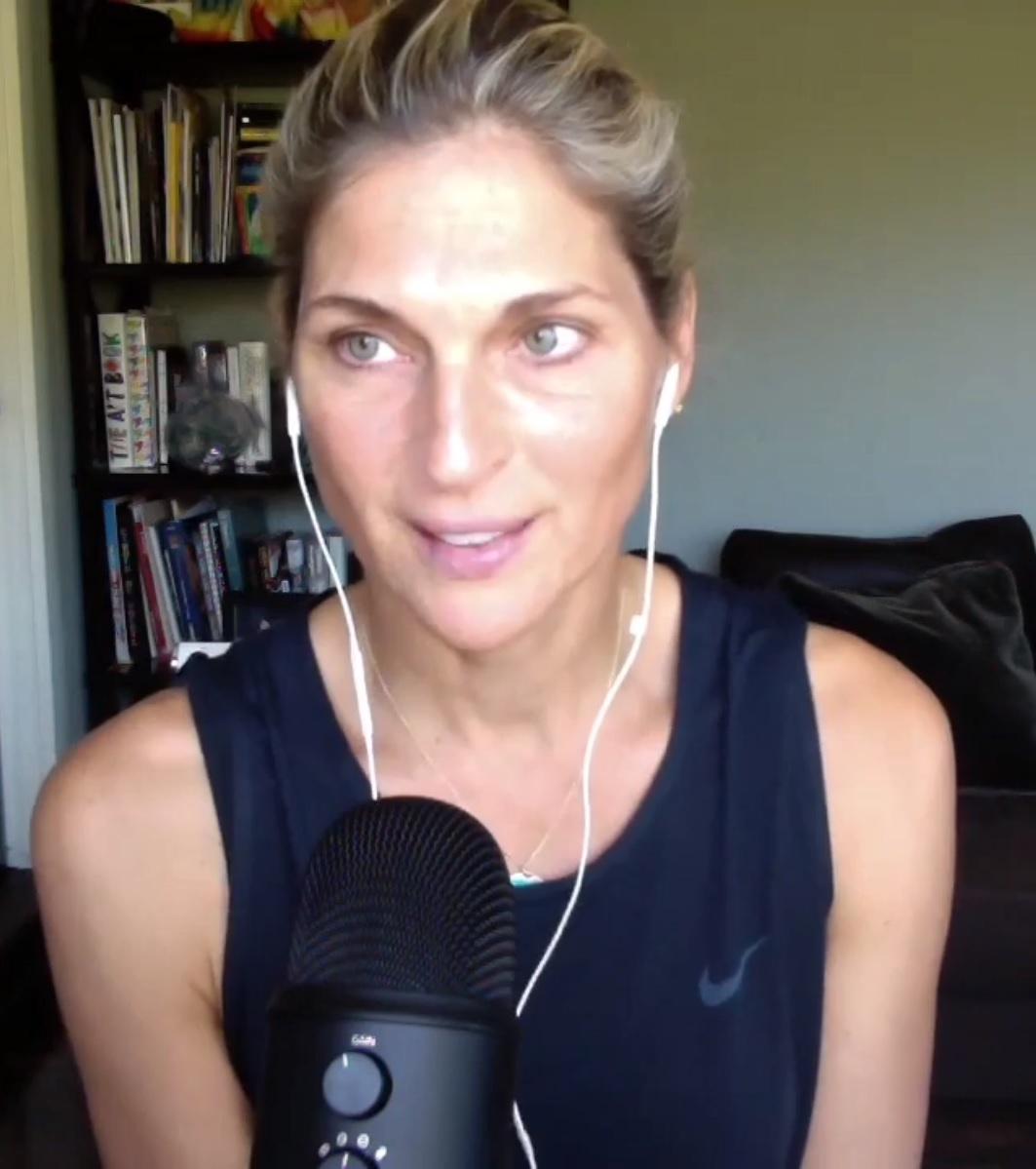
Gabrielle Reece, 2017

Gabrielle Allyse Reece (* 6. Januar 1970 in San Diego) ist ein US-amerikanisches Model, Beachvolleyballerin, Moderatorin und Schauspielerin, die auch durch zahlreiche Auftritte im US-Fernsehen bekannt ist.

## Leben und Karriere
Reece wurde in La Jolla geboren. Ihr Vater starb bei einem Flugzeugunfall, als sie 5 Jahre alt war. Reece studierte mit einem Volleyballstipendium Kommunikationswissenschaften an der Florida State University und spielte anschließend als Profi in Florida und Kalifornien. Noch vor ihrem Abschluss begann sie zu modeln und schaffte es unter anderem auf die Cover von Magazinen wie Life, Elle und dem Playboy.
Nach der Hochzeit mit dem Hawai'ianischen Tow-in-Surfer Laird Hamilton 1997, wandte sie sich dem Golfsport zu. Reece ist Mutter zweier Töchter. Bekannt wurde sie auch als Moderatorin der Serie the extremists und als Schauspielerin in Gattaca und Cloud 9.

### Beachvolleyball
Reece spielte 1992 auf der WPVA-Beachvolleyball-Tour in den USA. Von 1998 bis 2000 spielte sie neben nationalen Turnieren auch auf der internationalen FIVB World Tour mit Linda Hanley und Holly McPeak. Höhepunkt war dabei die Beachvolleyball-Weltmeisterschaft 1999 in Marseille, wo McPeak/Reece auf Platz 17 landeten.

## Film- und Fernsehauftritte (Auswahl)
- 1995: Off Camera with Dean Cain (Fernsehserie)
- 1996: Cybill (Sitcom)
- 1996: Ellen (Fernsehserie)
- 1996: Howard Stern Show (2 Episoden)
- 1997–1999: Late Night with Conan O’Brien (2 Episoden)
- 1997: Gattaca
- 2006: Cloud 9
- 2006: Men’s Health Minutes (Fernsehserie)
- 2006: America’s Next Top Model (1 Episode, als sie selbst)
- 2007: Fast Cars and Superstars: The Gillette Young Guns Celebrity Race (6 Episoden)